# Llista de premsa en català
Aquesta llista de premsa en català presenta els diaris, revistes i periòdics, tant en paper com en versió electrònica, escrits totalment o parcialment en català. La llista se separa en diferents taules, primerament segons els àmbits. La llista comprèn premsa en significació estesa, incloent-hi mitjans de comunicació electrònics de caràcter periodístic o d'actualitat.

## Premsa nacional

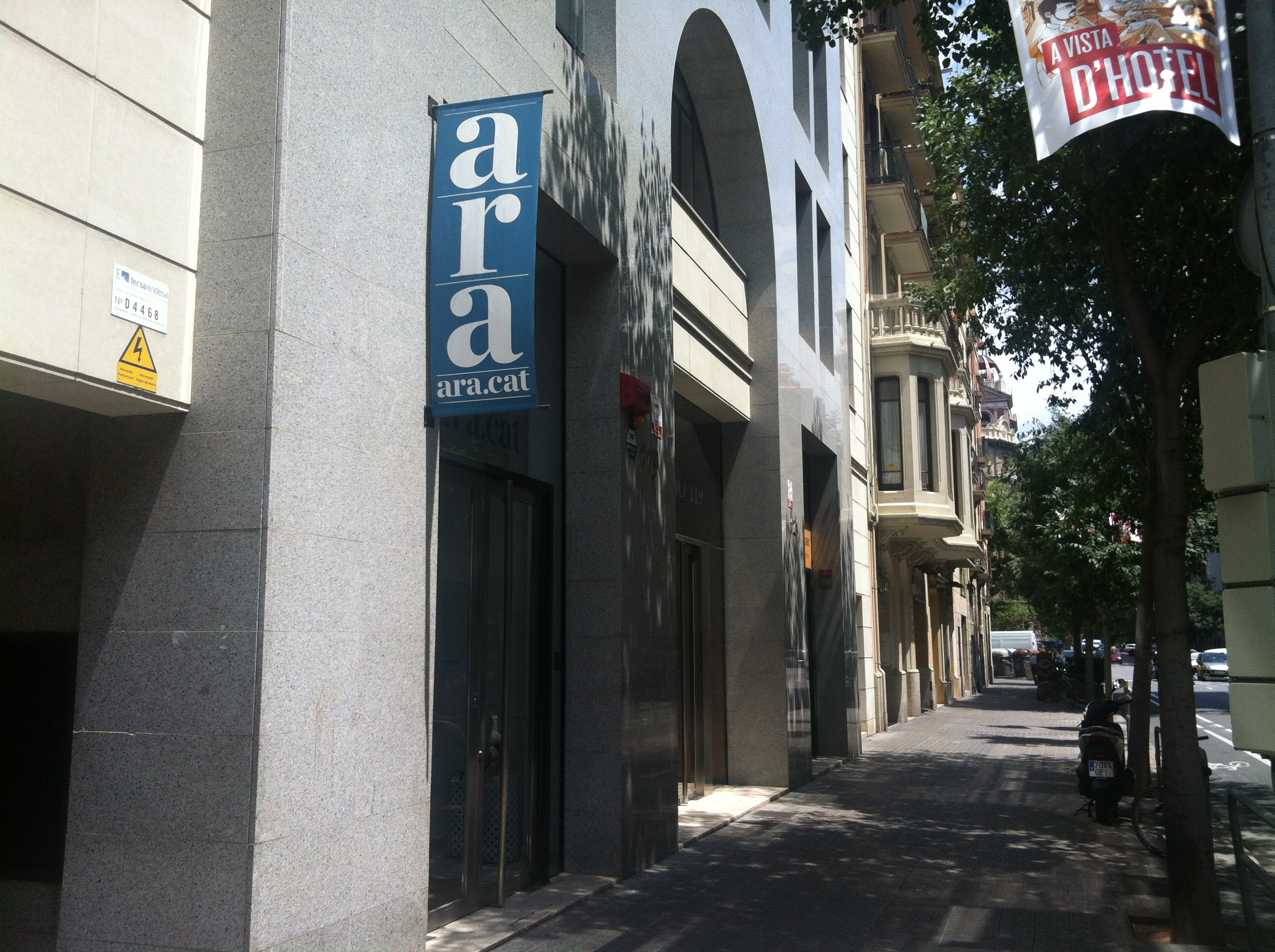
Ara, fundat el 2010.
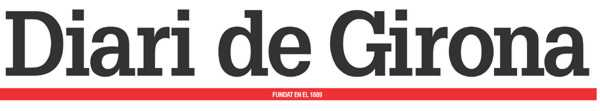
Diari de Girona, en català des de 1988.
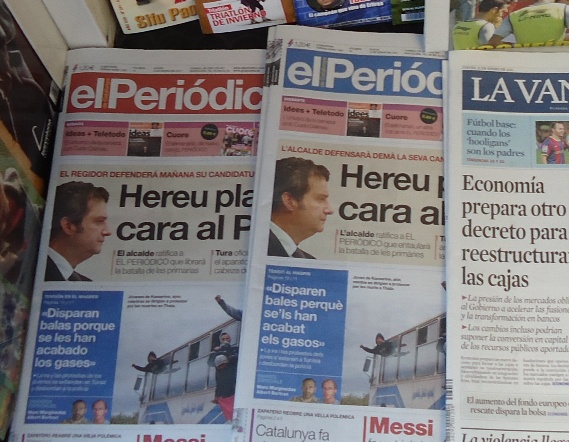
El Periódico de Catalunya, amb edició en català des de 1997.
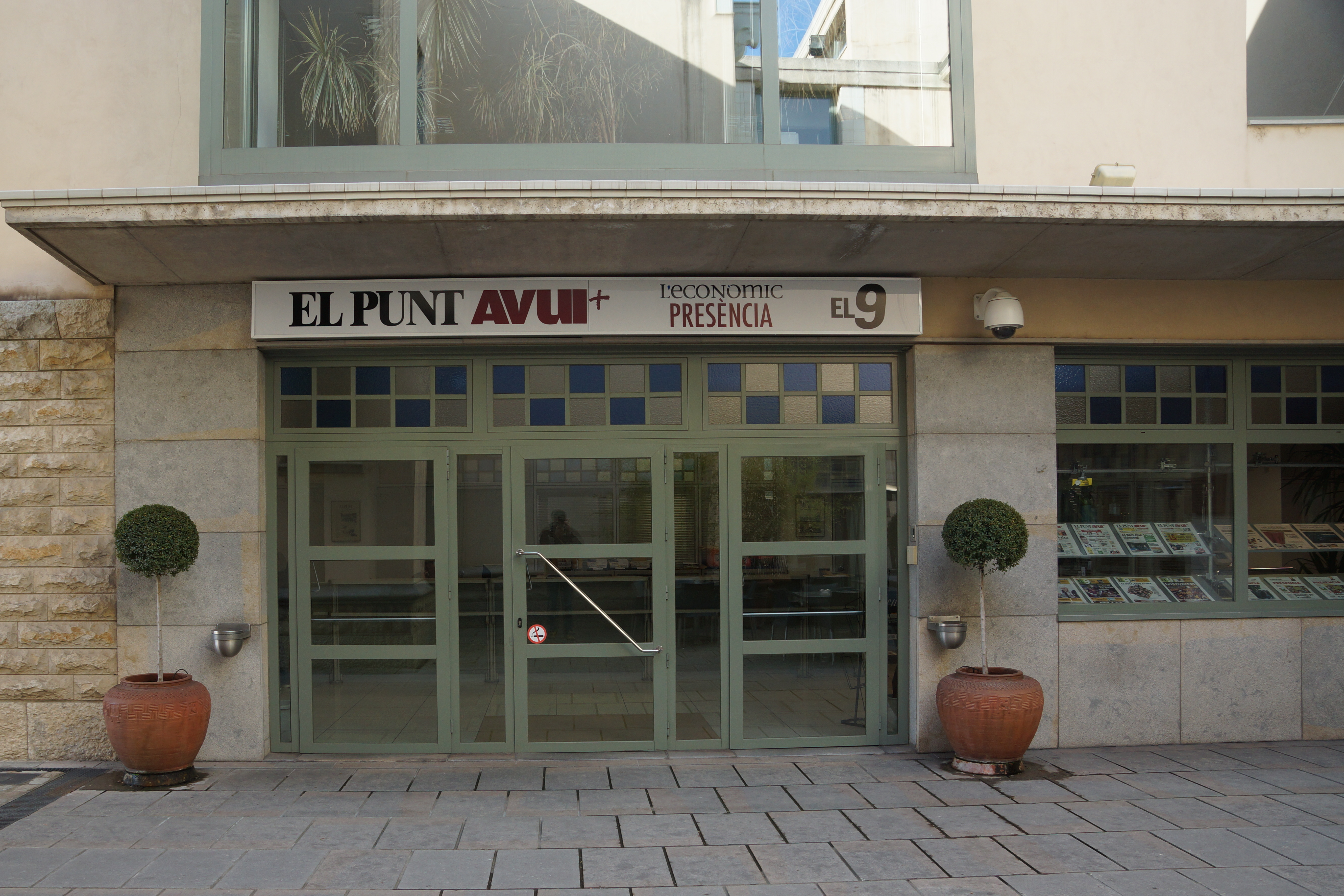
El Punt Avui, fundat el 2011 (El Punt de 1979, Avui de 1976).
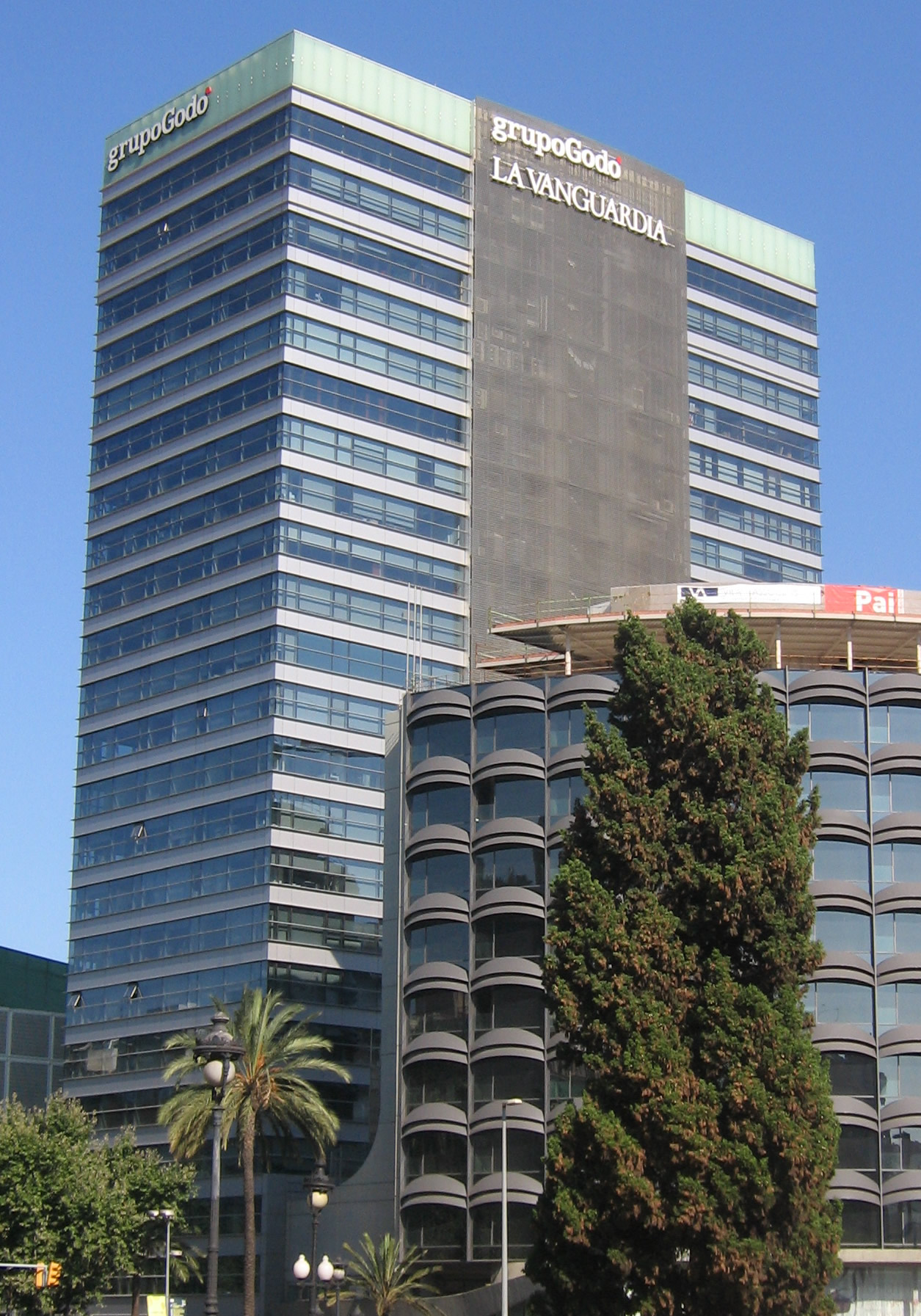
La Vanguardia, això en català des de 2011.
Regió 7, des de 1978.
Segre, després de 1997 amb dues edicions.

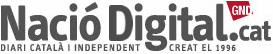
Nació Digital, des de 1996.
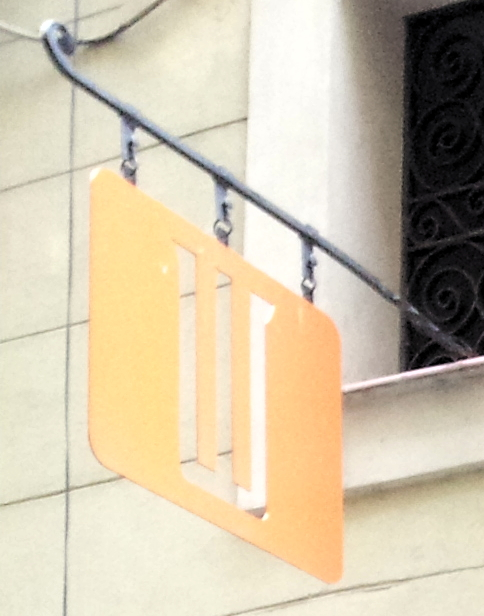
Vilaweb, des de 1995/1996.